# Unione Sportiva Palermo 1964-1965
Questa voce raccoglie le informazioni riguardanti l'Unione Sportiva Palermo nelle competizioni ufficiali della stagione 1964-1965.

## Stagione
Ancora in Serie B, il Palermo termina il campionato nuovamente a metà classifica (all'11º posto) e in Coppa Italia viene eliminato al Terzo turno dal Napoli (1-0), club di pari categoria al termine promosso.
Il 20 settembre 1964, alla seconda giornata del campionato cadetto, con avversario il Potenza arrivato in maglia bianca, i rosa avevano anche loro la maglia bianca (era la divisa ufficiale), ma con una striscia orizzontale rosanero: ciò nonostante, questo fatto poteva creare problemi nel campo di gioco. A quei tempi, non esistevano né le seconde né le terze maglie come oggi. 
Allora ci si rivolse alla società della Fincantieri Calcio, che prestò le sue maglie rossoblù al Palermo, per l’esordio nella gara contro i lucani. 
Fu un avvenimento quasi storico, poiché il Palermo, a distanza di poco meno di sessant'anni a quella parte, tornò ad indossare i colori sociali con i quali aveva iniziato la sua storia calcistica.

### Gli avvicendamenti alla presidenza
La Lega Calcio nomina un trio dirigenziale alla presidenza rosanero, composto da Ernesto di Fresco, Luigi Barbaccia e Franz Gorgone, che guida il Palermo fino al 7 settembre 1964, quindi duraturo solo per l'inizio della stagione, mentre anche la politica fa il suo ingresso "attivo" nella società, con una serie di presidenti "sistemati" sulla poltrona più importante societaria. 
Fino al 9 dicembre 1964 il presidente è Casimiro Vizzini (già al timone del Palermo dalla stagione 1957-1958 all'annata 1962-1963). Gli succede la carica Guglielmo Pinzero (presidente della precedente stagione) sino al 21 dicembre successivo, quando questi si dimette. Alla presidenza ci sono in seguito Totò Vilardo in qualità di segretario generale e, con una breve parentesi, il costruttore Ponte.
Dal 29 gennaio al 18 febbraio 1965, c'è come presidente Francesco "Franco" Spagnolo, assessore comunale allo sport nella giunta del sindaco di Palermo Salvo Lima, che poi passa la mano a Franz Gorgone che rimane in carica sino al 24 febbraio. Da proprio quest'ultimo giorno fino all'annata 1966-1967, alla presidenza c'è, come commissario straordinario, Luigi Gioia.

## Rosa
| N. |                   | Ruolo | Calciatore        |
| -- | ----------------- | ----- | ----------------- |
|    | Italia (bandiera) | P     | Walter Pontel     |
|    | Italia (bandiera) | P     | Giovanni Ferretti |
|    | Italia (bandiera) | D     | Antonio De Bellis |
|    | Italia (bandiera) | D     | Bruno Giorgi      |
|    | Italia (bandiera) | D     | Mario Giubertoni  |
|    | Italia (bandiera) | D     | Renato Caocci     |
|    | Italia (bandiera) | D     | Lucio Bonanno     |
|    | Italia (bandiera) | C     | Giorgio Ramusani  |
|    | Italia (bandiera) | C     | Alberto Malavasi  |
|    | Italia (bandiera) | C     | Mario Cipollato   |
|    | Italia (bandiera) | C     | Giorgio Tinazzi   |
|    | Italia (bandiera) | C     | Enzo Benedetti    |

| N. |                    | Ruolo | Calciatore        |
| -- | ------------------ | ----- | ----------------- |
|    | Italia (bandiera)  | C     | Gino Gagliardelli |
|    | Italia (bandiera)  | C     | Zeffiro Cattaneo  |
|    | Italia (bandiera)  | C     | Franco Viappiani  |
|    | Italia (bandiera)  | C     | Filippo Tasso     |
|    | Italia (bandiera)  | C     | Umberto Fornesi   |
|    | Italia (bandiera)  | C     | Dario Baruffi     |
|    | Brasile (bandiera) | C     | Faustinho         |
|    | Italia (bandiera)  | A     | Gaetano Troja     |
|    | Italia (bandiera)  | A     | Giorgio Rossano   |
|    | Italia (bandiera)  | A     | Giorgio Fogar     |
|    | Italia (bandiera)  | A     | Guido Postiglione |
|    | Italia (bandiera)  | A     | Gino Raffin       |

## Calciomercato

### Sessione estiva
| Acquisti | Acquisti          | Acquisti         | Acquisti |
| R.       | Nome              | da               | Modalità |
| -------- | ----------------- | ---------------- | -------- |
| P        | Walter Pontel     | Napoli           | -        |
| D        | Antonio De Bellis | Venezia          | -        |
| D        | Mario Giubertoni  | Moglia           | -        |
| D        | Renato Caocci     | Juventus         | -        |
| C        | Giorgio Tinazzi   | Modena           | -        |
| C        | Mario Cipollato   | Jesolo           | -        |
| C        | Giorgio Rossano   | Varese           | -        |
| C        | Gino Gagliardelli | Moglia           | -        |
| A        | Gino Raffin       | Brescia          | -        |
| A        | Gaetano Troja     | Paternò          | -        |
| A        | Dario Baruffi     | Simmenthal-Monza | -        |
| A        | Filippo Tasso     | Simmenthal-Monza | -        |
| A        | Umberto Fornesi   | Sconosciuta      | -        |

| Cessioni | Cessioni             | Cessioni | Cessioni |
| R.       | Nome                 | a        | Modalità |
| -------- | -------------------- | -------- | -------- |
| P        | Claudio Bandoni      | Napoli   | -        |
| D        | Pietro Adorni        | Napoli   | -        |
| D        | Giulio Cesare Spagni | Venezia  | -        |
| C        | Gianluigi Maggioni   | Monza    | -        |
| C        | Dante Castellazzi    | Modena   | -        |
| A        | Santino Maestri      | Brescia  | -        |
| A        | Franco Deasti        | Cagliari | -        |

### Sessione autinnale
| Acquisti | Acquisti          | Acquisti | Acquisti |
| R.       | Nome              | da       | Modalità |
| -------- | ----------------- | -------- | -------- |
| P        | Giovanni Ferretti | Inter    | -        |

| Cessioni | Cessioni | Cessioni | Cessioni |
| R.       | Nome     | a        | Modalità |
| -------- | -------- | -------- | -------- |

## Risultati

### Serie B

#### Girone di andata
| 13 settembre 1964 1ª giornata | Palermo | 3 – 0 | Trani |  |

| 20 settembre 1964 2ª giornata | Palermo | 2 – 1 | Potenza |  |

| 27 settembre 1964 3ª giornata | Parma | 0 – 1 | Palermo |  |

| 4 ottobre 1964 4ª giornata | Livorno | 0 – 0 | Palermo |  |

| 11 ottobre 1964 5ª giornata | Palermo | 0 – 0 | SPAL |  |

| 18 ottobre 1964 6ª giornata | Palermo | 1 – 3 | Alessandria |  |

| 25 ottobre 1964 7ª giornata | Venezia | 4 – 5 | Palermo |  |

| 22 novembre 1959 8ª giornata | Padova | 1 – 0 | Palermo |  |

| 15 novembre 1964 9ª giornata | Palermo | 3 – 0 | Pro Patria |  |

| 22 novembre 1964 10ª giornata | Palermo | 2 – 0 | Triestina |  |

| 29 novembre 1964 11ª giornata | Modena | 3 – 0 | Palermo |  |

| 6 dicembre 1964 12ª giornata | Lecco | 3 – 0 | Palermo |  |

| 13 dicembre 1964 13ª giornata | Palermo | 1 – 1 | Verona |  |

| 20 dicembre 1964 14ª giornata | Palermo | 0 – 0 | Reggiana |  |

| 27 dicembre 1964 15ª giornata | Napoli | 2 – 1 | Palermo |  |

| 10 gennaio 1965 16ª giornata | Palermo | 0 – 0 | Catanzaro |  |

| 17 gennaio 1965 17ª giornata | Palermo | 2 – 1 | Monza |  |

| 24 gennaio 1965 18ª giornata | Brescia | 0 – 0 | Palermo |  |

| 31 gennaio 1965 19ª giornata | Palermo | 2 – 1 | Bari |  |

#### Girone di ritorno
| 7 febbraio 1965 20ª giornata | Trani | 1 – 1 | Palermo |  |

| 14 febbraio 1965 21ª giornata | Potenza | 3 – 2 | Palermo |  |

| 21 febbraio 1965 22ª giornata | Palermo | 1 – 0 | Parma |  |

| 28 febbraio 1965 23ª giornata | Palermo | 3 – 0 | Livorno |  |

| 7 marzo 1965 24ª giornata | SPAL | 3 – 2 | Palermo |  |

| 14 marzo 1965 25ª giornata | Alessandria | 0 – 1 | Palermo |  |

| 21 marzo 1965 26ª giornata | Palermo | 1 – 2 | Venezia |  |

| 28 marzo 1965 27ª giornata | Palermo | 1 – 1 | Padova |  |

| 11 aprile 1965 28ª giornata | Pro Patria | 2 – 1 | Palermo |  |

| 18 aprile 1965 29ª giornata | Triestina | 3 – 1 | Palermo |  |

| 25 aprile 1965 30ª giornata | Palermo | 2 – 0 | Modena |  |

| 2 maggio 1965 31ª giornata | Palermo | 0 – 0 | Lecco |  |

| 9 maggio 1965 32ª giornata | Verona | 0 – 0 | Palermo |  |

| 16 maggio 1965 33ª giornata | Reggiana | 0 – 0 | Palermo |  |

| 23 maggio 1965 34ª giornata | Palermo | 0 – 0 | Napoli |  |

| 30 maggio 1965 35ª giornata | Catanzaro | 1 – 0 | Palermo |  |

| 6 giugno 1965 36ª giornata | Monza | 3 – 2 | Palermo |  |

| 13 giugno 1965 37ª giornata | Palermo | 1 – 2 | Brescia |  |

| 20 giugno 1965 38ª giornata | Bari | 2 – 1 | Palermo |  |

### Coppa Italia
| Palermo 6 settembre 1964 Primo turno | Palermo | 4 – 3 (d.t.s.) | Catanzaro |  |

| Palermo 6 gennaio 1965 Secondo turno | Palermo | 1 – 0 | Catania |  |

| Napoli 4 aprile 1965 Terzo turno | Napoli | 1 – 0 | Palermo |  |

## Statistiche

### Statistiche di squadra
| Competizione | Punti | In casa | In casa | In casa | In casa | In casa | In casa | In trasferta | In trasferta | In trasferta | In trasferta | In trasferta | In trasferta | Totale | Totale | Totale | Totale | Totale | Totale | DR |
| Competizione | Punti | G       | V       | N       | P       | Gf      | Gs      | G            | V            | N            | P            | Gf           | Gs           | G      | V      | N      | P      | Gf     | Gs     | DR |
| ------------ | ----- | ------- | ------- | ------- | ------- | ------- | ------- | ------------ | ------------ | ------------ | ------------ | ------------ | ------------ | ------ | ------ | ------ | ------ | ------ | ------ | -- |
| Serie B      | 36    | 19      | 9       | 7       | 3       | 25      | 12      | 19           | 3            | 5            | 11           | 18           | 31           | 38     | 12     | 12     | 14     | 43     | 43     | 0  |
| Coppa Italia |       | 2       | 2       | 0       | 0       | 5       | 3       | 1            | 0            | 0            | 1            | 0            | 1            | 3      | 2      | 0      | 1      | 5      | 4      | +1 |
| Totale       |       | 21      | 11      | 7       | 3       | 30      | 15      | 20           | 3            | 5            | 12           | 18           | 32           | 41     | 14     | 12     | 15     | 48     | 47     | +1 |

### Statistiche dei giocatori
| Giocatore       | Serie B  | Serie B | Coppa Italia | Coppa Italia | Totale   | Totale |
| Giocatore       | Presenze | Reti    | Presenze     | Reti         | Presenze | Reti   |
| --------------- | -------- | ------- | ------------ | ------------ | -------- | ------ |
| D. Baruffi      | 8        | 0       | 1            | 0            | 9        | 0      |
| E. Benedetti    | 18       | 0       | 2            | 0            | 20       | 0      |
| R. Caocci       | 16       | 2       | 1            | 0            | 17       | 2      |
| Z. Cattaneo     | 5        | 0       | 1            | 0            | 6        | 0      |
| M. Cipollato    | 36       | 4       | 3            | 1            | 39       | 5      |
| A. De Bellis    | 33       | 0       | 3            | 1            | 36       | 1      |
| Faustinho       | 6        | 1       | 1            | 0            | 7        | 1      |
| G. Ferretti     | 17       | -18     | -            | -            | 17       | -18    |
| G. Fogar        | 21       | 5       | 3            | 1            | 24       | 6      |
| U. Fornesi      | 2        | 0       | 1            | 0            | 3        | 0      |
| G. Gagliardelli | 5        | 0       | -            | -            | 5        | 0      |
| B. Giorgi       | 34       | 0       | 3            | 0            | 37       | 0      |
| M. Giubertoni   | 26       | 0       | 1            | 0            | 27       | 0      |
| A. Malavasi     | 26       | 0       | 2            | 0            | 28       | 0      |
| W. Pontel       | 21       | -25     | 3            | -4           | 24       | -29    |
| G. Postiglione  | 16       | 3       | 1            | 0            | 17       | 3      |
| G. Raffin       | 23       | 4       | 1            | 1            | 24       | 5      |
| G. Ramusani     | 11       | 0       | 1            | 0            | 12       | 0      |
| G. Rossano      | 12       | 4       | 1            | 1            | 13       | 5      |
| F. Tasso        | 5        | 0       | -            | -            | 5        | 0      |
| G. Tinazzi      | 33       | 11      | 2            | 0            | 35       | 11     |
| G. Troja        | 33       | 8       | 2            | 0            | 35       | 8      |
| F. Viappiani    | 11       | 0       | 1            | 0            | 12       | 0      |